# کیشی اوتومو
اوتومو کیشی (به ژاپنی: 大友啓史)، یک کارگردان فیلم متولد استان ایواته است.

## فیلم
| سال  | نام                                  | یادداشت            |
| ---- | ------------------------------------ | ------------------ |
| 2012 | شمشیرزن دوره‌گرد                      | کارگردان و نویسنده |
| 2014 | شمشیرزن دوره‌گرد: جهنم کیوتو          | کارگردان و نویسنده |
| 2014 | شمشیرزن دوره‌گرد: افسانه پایان می‌یابد | کارگردان و نویسنده |
| 2017 | مارس مثل شیر میاد                    | کارگردان و نویسنده |
| 2018 | مرد میلیون دلاری                     | کارگردان و نویسنده |
| 2020 | زیر سایه                             | کارگردان           |
| 2021 | شمشیرزن دوره‌گرد: پایان               |                    |
| 2021 | شمشیرزن دوره‌گرد: آغاز                |                    |

## مجموعه تلویزیونی
| سال  | نام      | شبکه | یادداشت  |
| ---- | -------- | ---- | -------- |
| 1996 | هیده‌یوشی | NHK  |          |
| 2010 | ریومادن  | NHK  | کارگردان |